# Akh
Akh , na Religião egipcia , o espírito de uma pessoa falecida e, com o Ka e o Ba , um aspecto principal da Alma . Ao permitir que a alma assuma temporariamente qualquer forma que deseje com o propósito de revisitar a Terra ou para seu próprio prazer, o akh caracterizou a alma de uma pessoa falecida como uma entidade eficaz no mundo seguinte.